# 常光寺 (阿南市)
常光寺（じょうこうじ）は、徳島県阿南市山口町久延にある高野山真言宗の寺院。

## 交通
- 桑野駅より車で4.8km・約8分
- 徳島バス「山口中」停留所より徒歩で240m・約3分